# Druidenpfad
Der Druidenpfad ist ein Rundwanderweg bei Rehlingen-Siersburg im Saarland. Er gehörte zu den von den örtlichen Tourismus-Veranstaltern so genannten Traumschleifen im Wegesystem des Saar-Hunsrück-Steiges.
Der Weg wurde vom Deutschen Wanderinstitut als Premiumweg mit 71 Erlebnispunkten zertifiziert.

## Charakter
Der Pfad führt in der Form einer liegenden Acht durch zwei kleine Wälder und Wiesen in der Nähe von Niedaltdorf. Die westliche Schleife bildet dabei die Grenze zu Frankreich, im Osten führt der Weg an der Nied entlang.
Den größten Teil der Strecke bilden Feldwege und Waldpfade. Sie ist auch ohne gute Kondition leicht zu meistern. Nur am Ende gibt es eine Steigung.
Viele Informationstafeln weisen auf Sehenswürdigkeiten am Wegesrand hin.

## Verlauf
Hinter dem Parkplatz geht es ein kurzes Stück über eine asphaltierte Landstraße bergauf. Sie führt an der kuppelartigen Geländeformation „Beim Galgen“ vorbei. Hier stand früher ein Galgen, der allerdings wohl nie benutzt wurde. Wenig später erreicht man den Kaisergarten, ein Pflanzung von 3 Reihen mit jeweils 3 Rosskastanienbäumen, der zu Ehren des 100. Geburtstags von Kaiser Wilhelm I. 1897 angelegt wurde.
Ein kurzes Stück Weg durch Wiesen führt von da zum Waldstück Neunkircher Heck, in dem sich ein Grabhügelfeld der Kelten aus der Hallstattzeit befindet. Hier gab es insgesamt etwa 40 Hügelgräber mit Ascheurnen, von denen aber viele im Jahre 1820–1829 bei Grabungen zerstört wurden. 1944 haben sich hier die deutschen Soldaten gegen die anrückenden Amerikaner in Schützengräben verschanzt, so dass die ursprüngliche Form der keltischen Anlage kaum noch erkennbar ist.
Es geht weiter bis zur französischen Grenze, deren Verlauf hier im Zweiten Pariser Frieden 1815 und erneut in der Grenzkonvention zwischen Preußen und Frankreich vom 23. Oktober 1829 festgelegt wurde. Alte Grenzsteine von 1830 kennzeichnen den Verlauf der Grenze. Der Weg führt hier über den Schmugglerpfad, der in der Vergangenheit zum illegalen Austausch von Waren zwischen Frankreich und Deutschland rege genutzt wurde.
Kurz nachdem der Weg sich von der französischen Grenze weg wendet, liegt im Wald ein rekonstruiertes Keltengehöft mit zwei Häusern und Umzäunung. Das Wohnhaus wurde 2005 von einer internationalen Jugendgruppe errichtet, später wurde ein Lagerhaus auf Stelzen ergänzt. Ein Kräuter- und Heilpflanzengarten kam 2012 dazu.
Der Weg führt noch ein kurzes Stück durch den Wald, dann über offenes Gelände, vorbei an großen Rapsfeldern und zwischen Streuobstwiesen hindurch. Hinter den Streuobstwiesen liegt am Wegrand eine große Mardelle, eine mit Wasser gefüllte abflusslose Senke, von denen es in der Gegend mehrere gibt. Es ist noch nicht abschließend geklärt, ob diese Gebilde natürlichen Ursprungs sind oder durch Menschenhand (z. B. Bodenentnahme für Hügelgräber) entstanden sind.
Den letzten Abschnitt des Weges bildet ein schmaler Pfad, der an einem Berghang entlang der Nied geführt wurde und den Biegungen des Flusses folgt. Er führt durch dichte Bärlauchfelder und an einer Feuersalamander-Kinderstube (eine Art Brunnen) vorbei.
Der Weg endet mit einem Keltischen Baumkalender, der die Bedeutung verschiedener Baumarten für das magische Brauchtum darstellt und auch einen Bestand der beschriebenen Pflanzen aufweist.

## Sehenswürdigkeiten
- Keltische Hügelgräber
- Rekonstruiertes Keltengehöft
- Alte Grenzsteine
- Mardellen
- Keltischer Baumkalender

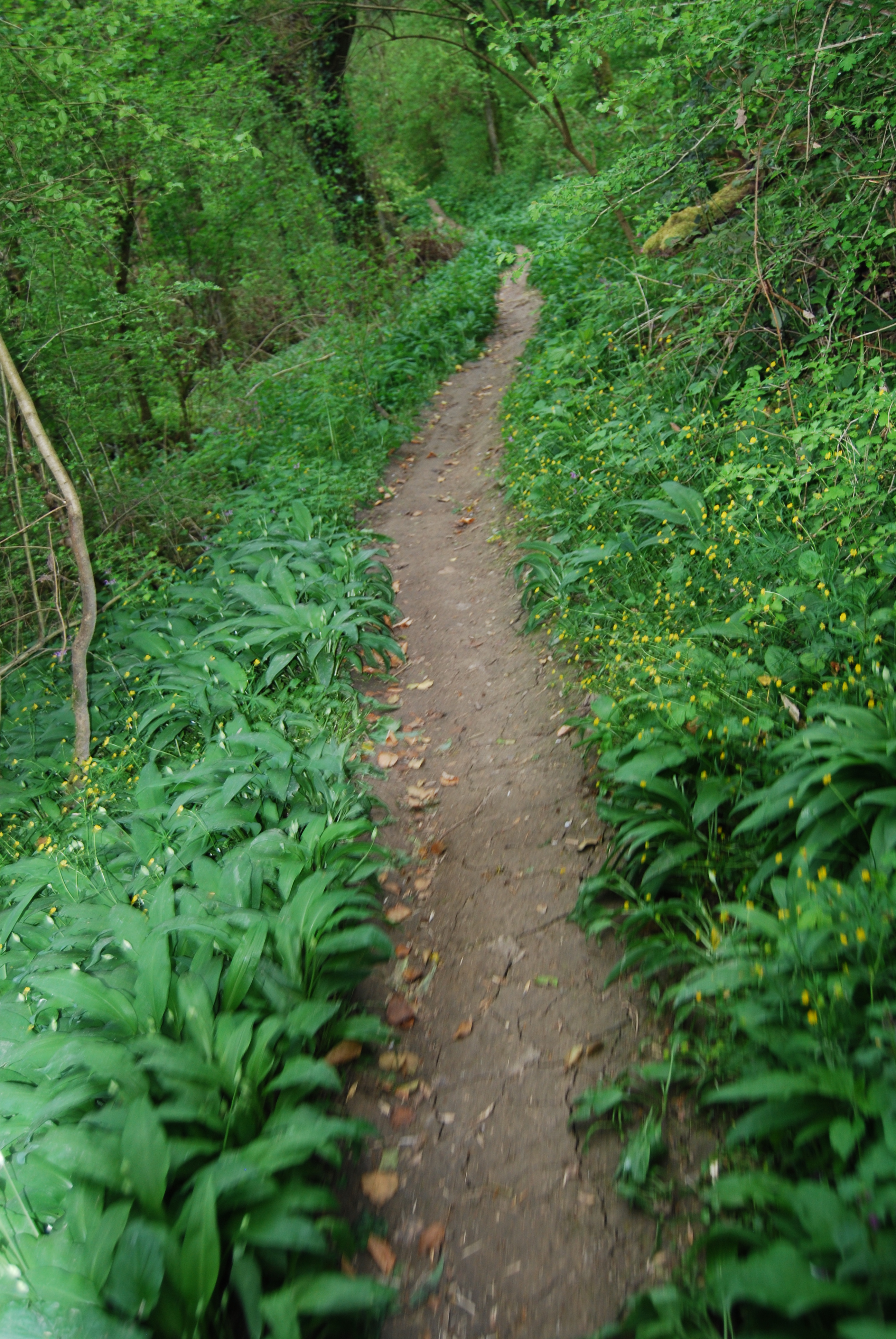
Teil des Druidenwegs, der an der Nied entlang geht
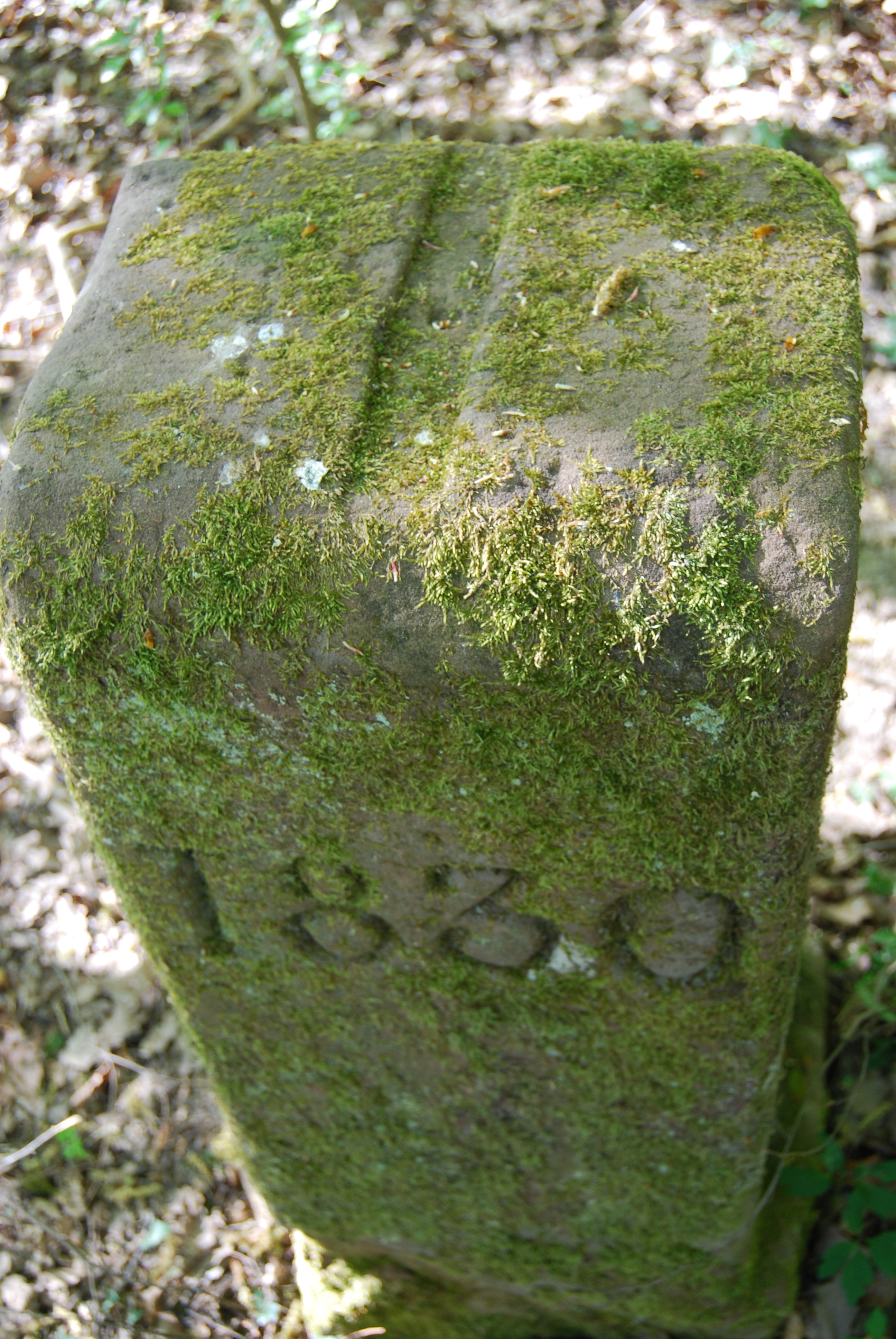
Grenzstein von 1830
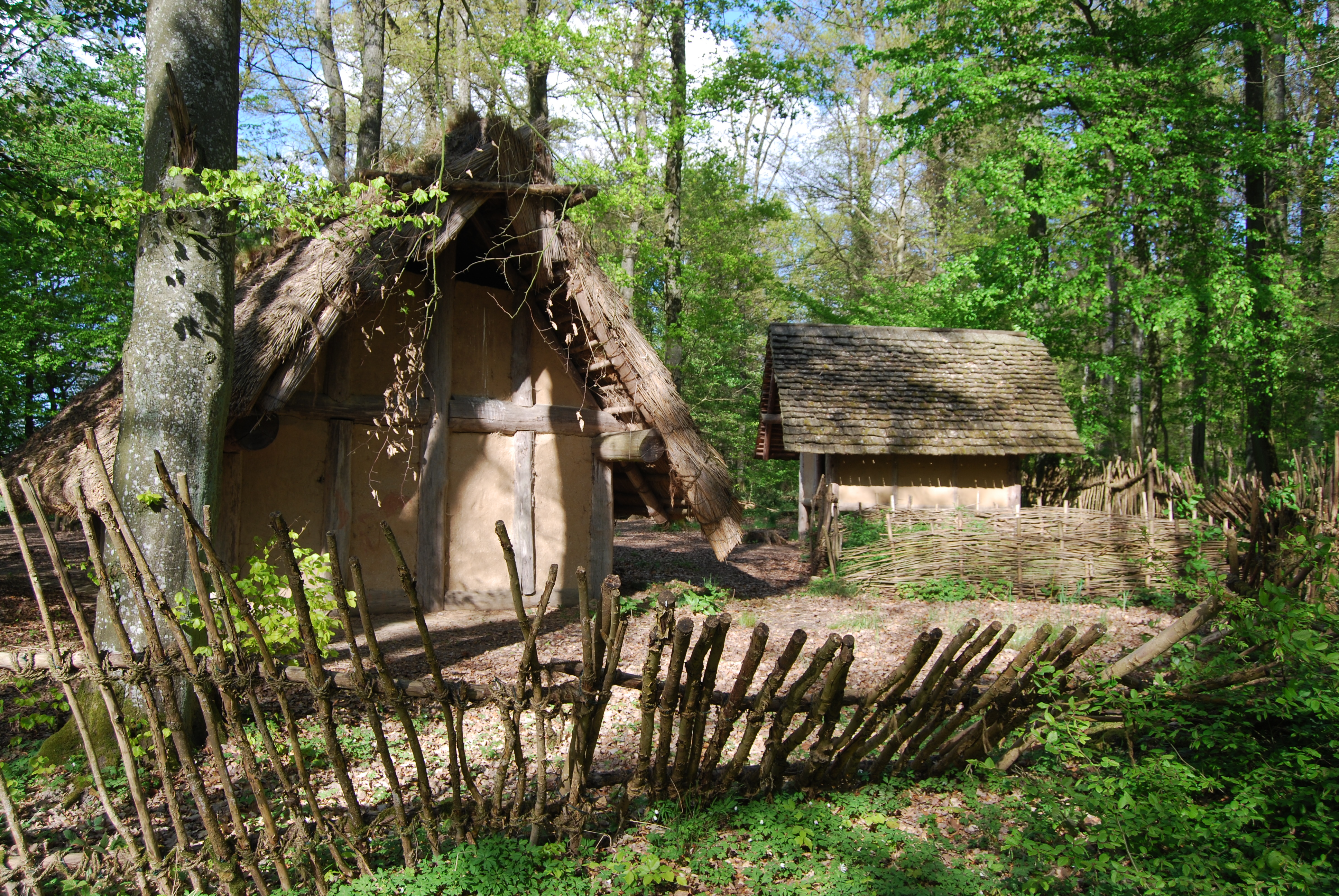
Nachbau eines Keltengehöfts
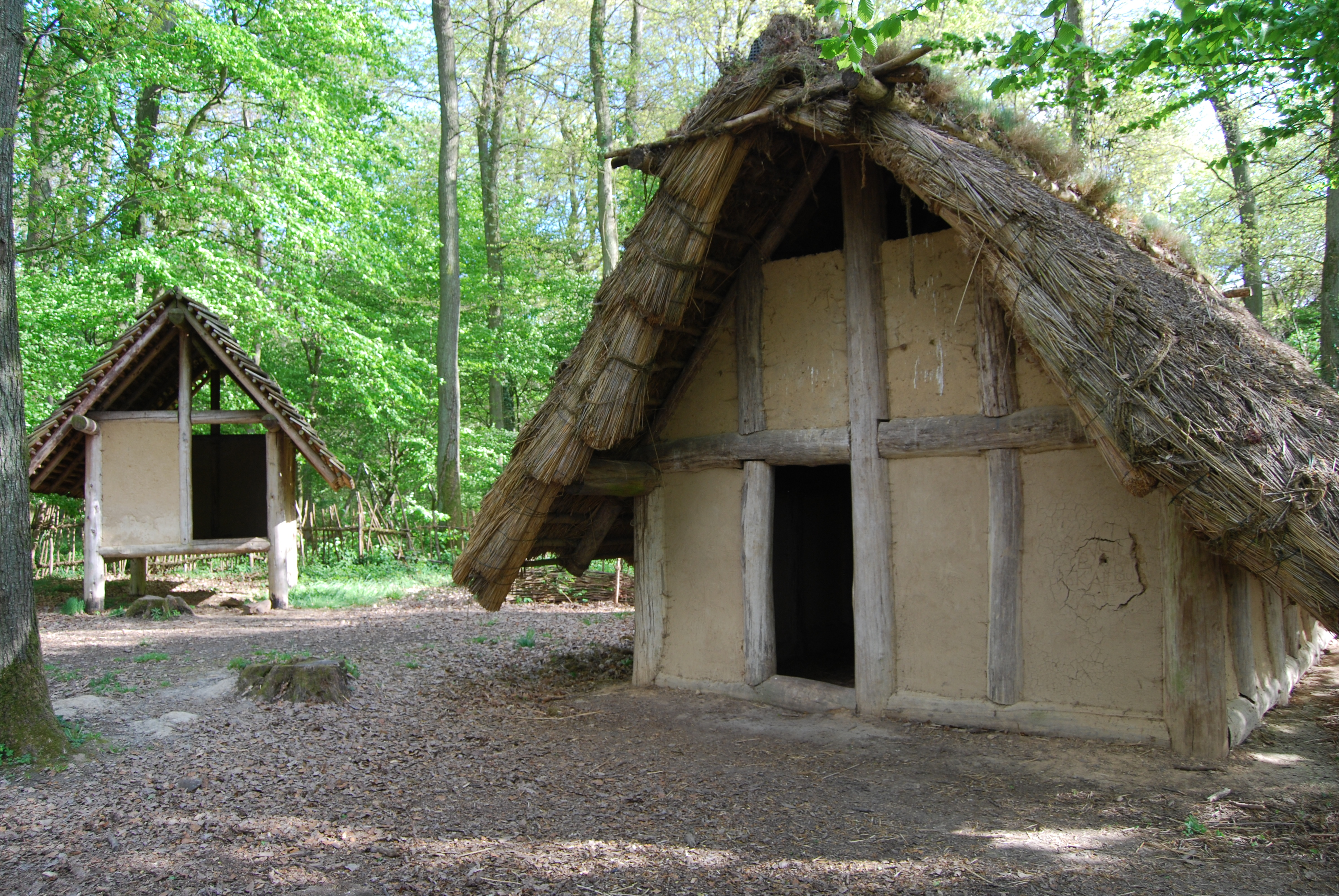
Keltengehöft mit Vorratshaus
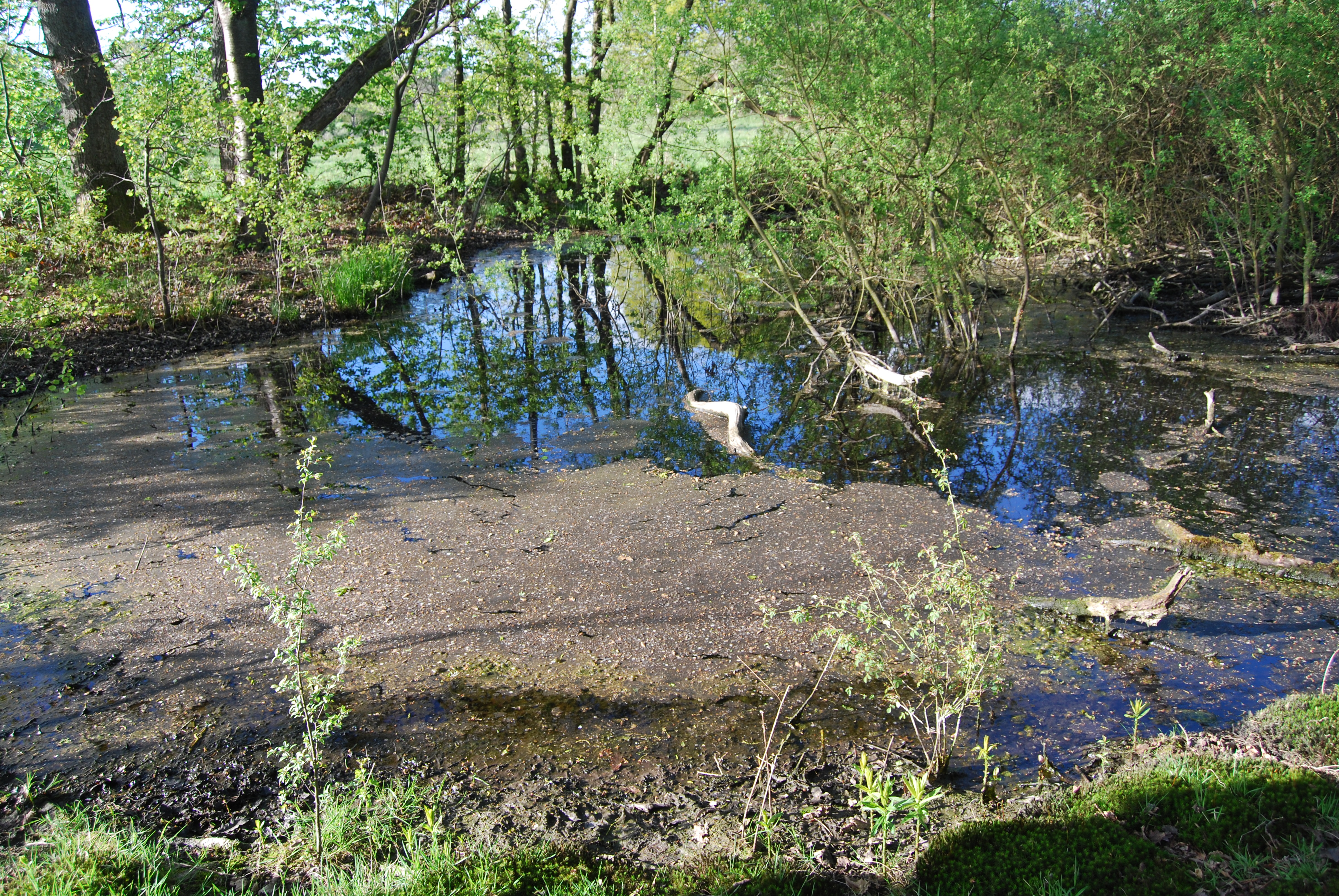
Mardelle
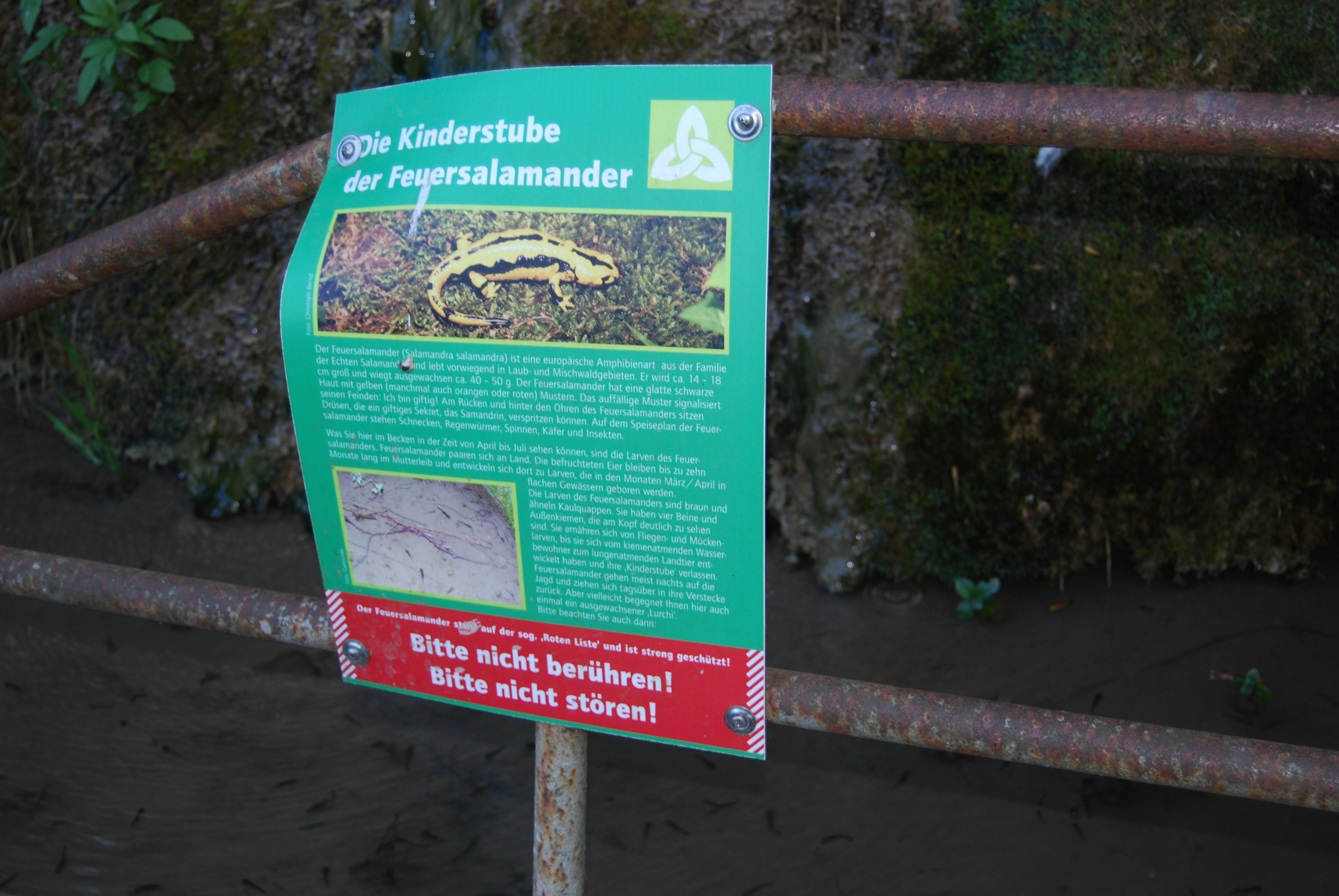
Feuersalamander-Kinderstube
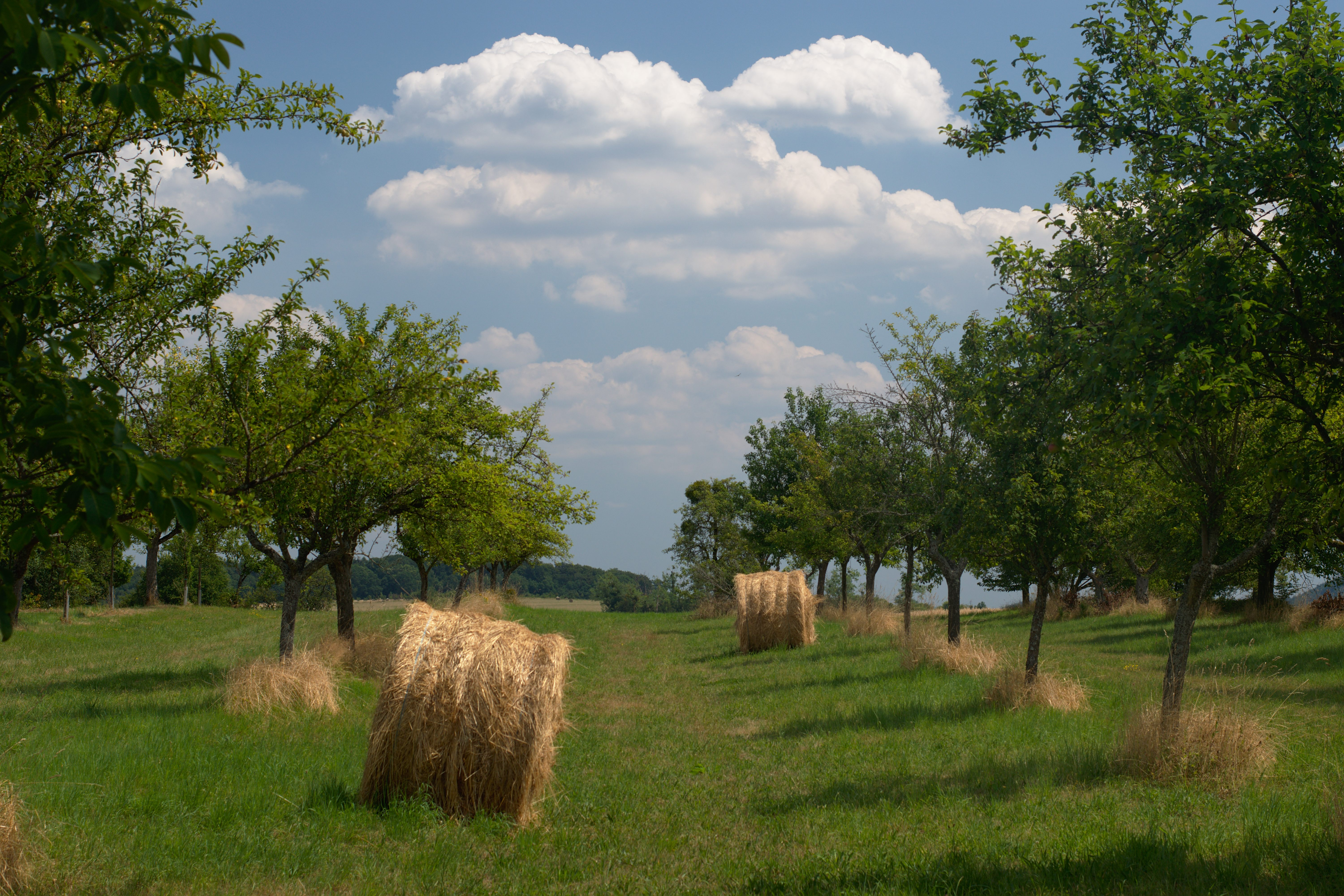
Streuobstwiese